# Union Village (San Fernando)
Union Village es una villa de Trinidad y Tobago, que forma parte de la ciudad de San Fernando.

## Geografía
La villa abarca parte de la isla Trinidad y limita al norte con Pointe-à-Pierre (localidad perteneciente a la región de Couva-Tabaquite-Talparo), al sur con Union Park, al este con Harmony Hall (localidad perteneciente a la región de Princes Town) y al oeste con Marabella.

## Demografía
Datos demográficos de la villa de Union Village:
| Gráfica de evolución demográfica de Union Village entre 2000 y 2011 |
|                                                                     |